# ساموئل رایان کورتیس
ساموئل رایان کورتیس (انگلیسی: Samuel Ryan Curtis; ۳ فوریهٔ ۱۸۰۵ – ۲۶ دسامبر ۱۸۶۶) سیاست‌مدار، افسر (ارتش)، و وکیل اهل ایالات متحده آمریکا بود.